# Slottet Trautenfels
Slottet Trautenfels är ett slott i den österrikiska orten Trautenfels i förbundslandet Steiermark.
Byggnaden som fram till 1500-talet hette Neuhaus omnämndes för första gången 1260/62 och var då en fästning som skulle spärra Ennsdalen. 1664 förvärvade greve Siegmund av Trauttmansdorff slottet. Han lät bygga om slottet till en massiv trevåningsanläggning med två takförsedda innergårdar och två torn. Slottet är omgivet av fem mäktiga bastioner.
Slottet bytte flera gånger ägare under de följande århundradena tills det slutligen övergick i förbundslandet Steiermarks ägo år 1983. Mellan 1983 och 1992 renoverades slottet. Idag inhyser slottet ett regionalmuseum, Landschaftsmuseum, som tillhör landsmuseet Joanneum.